# Farida Karodia
Pour les articles homonymes, voir Karodia.
Farida Karodia, née en 1942 à Aliwal North, est une romancière sud-africaine.

## Biographie
Issue d'une famille d'origine indienne, Farida Karodia est née dans la province du Cap-Oriental, lieu qui inspire la rédaction de son premier roman, Daughters of Twilight. Elle enseigne à Johannesbourg, en Afrique du Sud, en Zambie, et au Swaziland. En 1968, le gouvernement de l'Afrique du Sud lui retire son passeport. Elle parvient toutefois à émigrer au Canada. Elle y reste, y publie son premier roman, écrit d'autres romains et des recueils de nouvelles, et intervient dans plusieurs médias et pour le cinéma, la télévision, et la radio. Elle retourne en Afrique du Sud en 1994, après la fin du régime de l'apartheid. Elle travaille  en tant que free-lance et romancière, et partage son temps entre le Canada et l'Afrique du Sud. De ces deux pays, elle indique dans un entretien: « J'aime plus les prairies que Vancouver, qui ressemble à bien des égards au Cap. En Afrique du Sud, j'adore le Karoo. C'est là que mon cœur a grandi. J'aime le paysage, je le trouve très puissant - de la même façon que j'ai trouvé le ciel ouvert au Canada. Ils l'appellent le Grand Ciel, et j'adore ça. J'adore les couleurs du Canada. J'aime le fait que le soleil se couche à 22h30 la nuit et qu'on peut voir les aurores boréales depuis les prairies. Ce sont les choses qui me manquent vraiment ».
Son premier roman, Daughters of the Twilight, est publié en 1986 et se classe deuxième pour le prix Fawcett de littérature. Bien qu'elle vive au Canada à l'époque, le livre s'intéresse aux difficultés rencontrées par les non-Blancs pour obtenir une éducation sous  l'apartheid. En 1991, pendant un séjour en Inde, elle écrit et filme Midnight Embers. Son roman A Shattering of Silence, publié en 1993, et qui se déroule pendant la guerre civile au Mozambique, suit Faith, la fille de missionnaires canadiens, après le meurtre de ses parents. Against an African Sky and Other Stories, publié en 1994, est l'une de ses premières œuvres après son retour en Afrique du Sud et, en 2000, son roman Other Secrets est nommé pour le prix IMPAC Dublin. Boundaries, publié en 2003, est consacré au retour de trois femmes dans une petite ville sud-africaine, Vlenterhoek.

## Réception critique
Dans Mythologies of Migration, Vocabularies of Indenture : Novels of the South Asian Diaspora in Africa, the Caribbean, and Asia-Pacific, Mariam Pirbhal souligne que le travail de Farida Karodia a été davantage acclamé à l'extérieur du Canada et de l'Afrique du Sud, alors que l'oeuvre « a été nommée pour le Prix Fawcett de littérature en Grande-Bretagne ». Mariam Pirbhal souligne à la fois la difficulté de catégoriser Karodia et son travail en catégories raciales et nationales nettes comme l'une des forces de son travail, ainsi qu'une raison potentielle du manque d'attention populaire et critique dans son pays d'origine ou au sein de la diaspora canadienne. Farida Karodia, affirme-t-elle, est l'une des « voix uniques de la littérature africaine », qui n'appartient ni à une famille originaire du continent africain, ni à une famille aux origines européennes. Elle est dans un entre-deux, de personnes plusieurs fois déplacées, venant du sous-continent Indien et minoritaire dans la nouvelle Afrique du Sud.
De même, Ronit Frenkel dans les Reconsiderations: South African Indian Fiction and the Making of Race in Postcolonial Culture, publié en 2010, positionne le travail de Farida Karodia, en particulier Other Secrets, comme faisant partie d'un petit groupe d'oeuvres littéraires sud-africaines proposant des récits alternatifs, qui révèlent l'impact «ordinaire» de l'apartheid, comme ces classifications raciales différentes possibles au sein d'une même famille. Devarakshanam Govinden cite également Farida Karodia comme l'une des « femmes indiennes sud-africaines [qui] ont fait partie de cet ensemble d'écrivains sud-africains qui se sont engagés dans un "refus de l'amnésie" ... en entreprenant le processus de "auto-narration" qui met en avant certaines de ces zones "oubliées" de l'identité nationale d'Afrique du Sud »

## Principales publications

### Romans et recueils de nouvelles
- Daughters of Twilight (1986)
- Coming Home and Other Stories (1988)
- A Shattering of Silence (1991)
- Against an African Sky (1994)
- Other Secrets (2000)
- Boundaries (2003)

### Publications dans des anthologies
- « The Red Velvet Dress » dans Opening Spaces: An Anthology of Contemporary African Women's Writing (1999)
- « Crossmatch » dans Story-Wallah: Short Fiction from South Asian Writers (2004). Le texte figure également dans Against an African Sky, recueil publié en 1994.